# Гиперболическая спираль

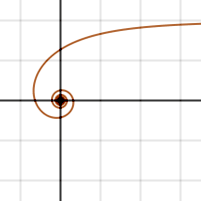
Гиперболическая спираль для a = 2

Гиперболическая спираль — плоская трансцендентная кривая. 

## Уравнения
Уравнение гиперболической спирали в полярной системе координат является обратным для уравнения Архимедовой спирали и записывается так:
{\displaystyle \rho \phi =a}
Уравнение гиперболической спирали в декартовых координатах:
{\displaystyle x=\rho \cos \phi ,\qquad y=\rho \sin \phi ,}
Параметрическая запись уравнения:
{\displaystyle x=a{\cos t \over t},\qquad y=a{\sin t \over t},}
Спираль имеет асимптоту y = a: при t стремящемся к нулю ордината стремится к a, а абсцисса уходит в бесконечность:
{\displaystyle \lim _{t\to 0}x=a\lim _{t\to 0}{\cos t \over t}=\infty ,}
{\displaystyle \lim _{t\to 0}y=a\lim _{t\to 0}{\sin t \over t}=a\cdot 1=a.}